# 湖广等处行中书省

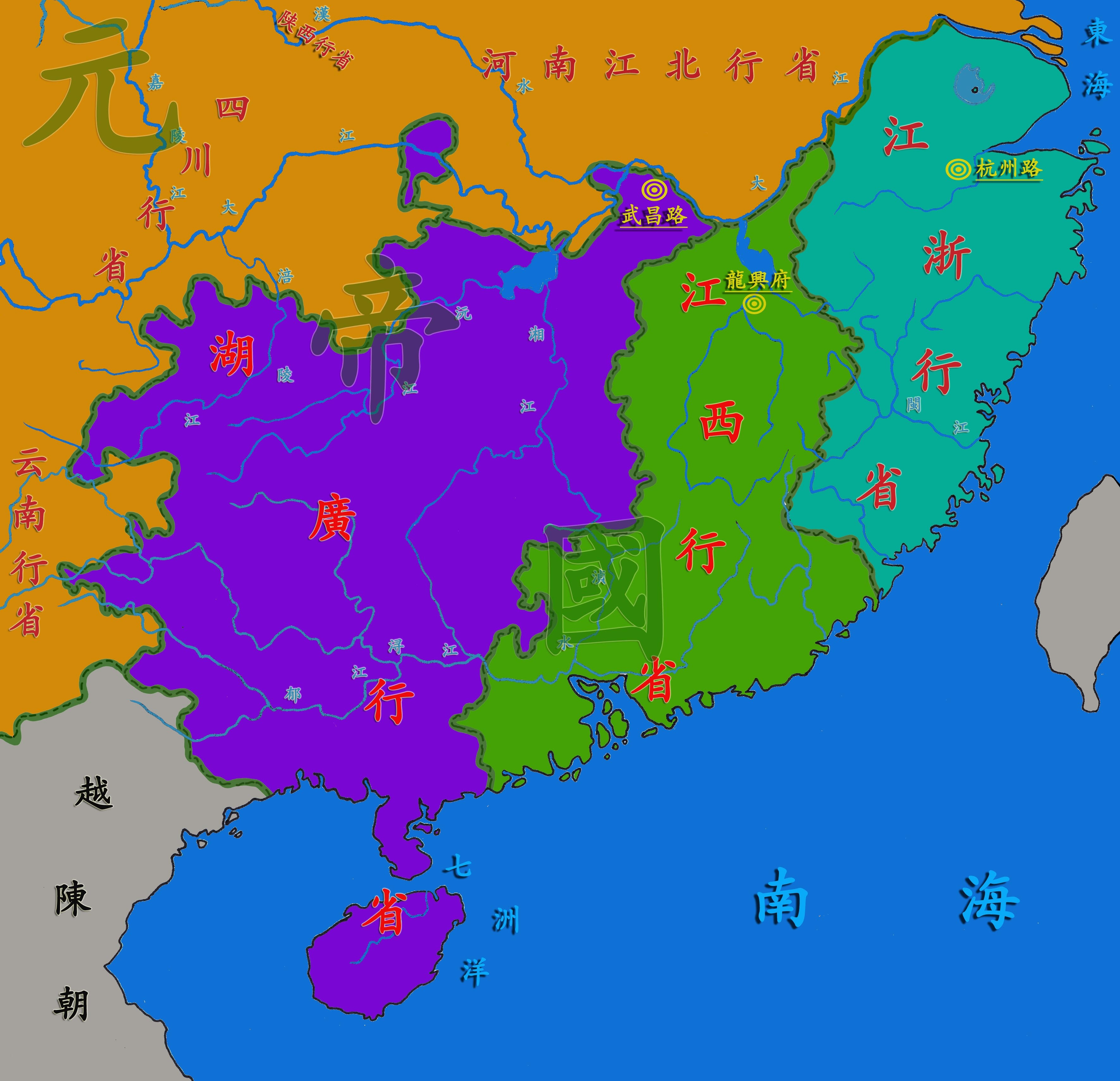
元 湖广行省

湖广等处行中书省（简称湖广行中书省），为中国元朝的一级行政区，十一行省之一，简称“湖广”或“湖广省”，当时民间多简称鄂州行省、潭州行省、湖广行省。
第三次宋元战争中，元世祖忽必烈至元十一年（1274年），元朝右丞相阿里海牙分兵四万屯鄂州，并设行中书省于鄂州（今湖北武汉市武昌），置荆湖等路行中书省，因拟取鄂州而别称鄂州行省。
至元十二年（1275年），阿里海牙率元军攻取荆湖北路地，忽必烈命廉希宪设行省于江陵（今湖北荆州），亦称荆湖行省。
至元十三年（1276年）正月，元兵攻下潭州（今湖南长沙）。十一月，阿里海牙攻占静江（今广西桂林），招降广西诸郡。
至元十四年（1277年），并鄂州行省入潭州行省，治所长沙。又以新得广西地属之，故又称湖广行省。
至元十八年（1281年），迁省治到鄂州，治所武昌（今武汉市武昌）。
湖广行中书省辖境包括今长江以南、湖北南部、湖南、贵州大部及广西、海南全省、广东雷州半岛、重庆东南部，下辖武昌、岳州、常德、澧州、辰州、沅州、兴国等30路。今湖北、湖南西部、陕西南部地区属于四川等处行中书省管辖。

## 岭北湖南道（湖南道宣慰司）
1278年，改宋荆湖南路为岭北湖南道或简称“湖南道”，“湖南道”下辖8个路、2个直隶州。
- 潭州路
- 衡州路
- 永州路
- 郴州路
- 道州路
- 全州路
- 宝庆路
- 武冈路
- 直隶州为茶陵州和常宁州

## 江南湖北道
或简称“湖北道”，下辖的区域包括6个路
- 岳阳路
- 常德路
- 澧州路
- 辰州路
- 沅州路
- 靖州路

## 海北海南道
- 雷州路
- 化州路
- 高州路
- 钦州路
- 廉州路
- 乾宁安抚司
- 南宁军、万安军和吉阳军

## 广西两江道
- 静江路
- 南宁路
- 梧州路
- 浔州路
- 柳州路
- 庆远路
- 庆远南丹溪洞等处军民安抚司（庆远路）
- 容州（容州路）
- 象州（象州路）
- 宾州（宾州路）
- 横州（横州路）
- 融州（融州路）
- 平乐府
- 郁林州
- 藤州
- 贺州
- 贵州